# 344 v. Chr.
Portal Geschichte | Portal Biografien | Aktuelle Ereignisse | Jahreskalender | Tagesartikel

◄ |
5. Jahrhundert v. Chr. |
4. Jahrhundert v. Chr. |
3. Jahrhundert v. Chr. |
►

◄ | 360er v. Chr. | 350er v. Chr. | 340er v. Chr. | 330er v. Chr. |
320er v. Chr. |
►

◄◄ | ◄ | 347 v. Chr. | 346 v. Chr. | 345 v. Chr. | 344 v. Chr. |
343 v. Chr. |
342 v. Chr. |
341 v. Chr. |
► |
►►

## Ereignisse

### Politik und Weltgeschehen

#### Westliches Mittelmeer
- Dionysios II., Tyrann von Syrakus, wird durch den Korinther Timoleon gestürzt.

#### Östliches Mittelmeer
- Der Perserkönig Artaxerxes III. wirft den Aufstand auf Zypern nieder.
- Nach dem Tod von Idrieus folgt ihm seine Schwester und Gattin Ada auf den Thron von Karien.

### Wissenschaft und Technik
- Aristoteles hält sich auf Lesbos auf und studiert dort die Natur.

### Gesellschaft

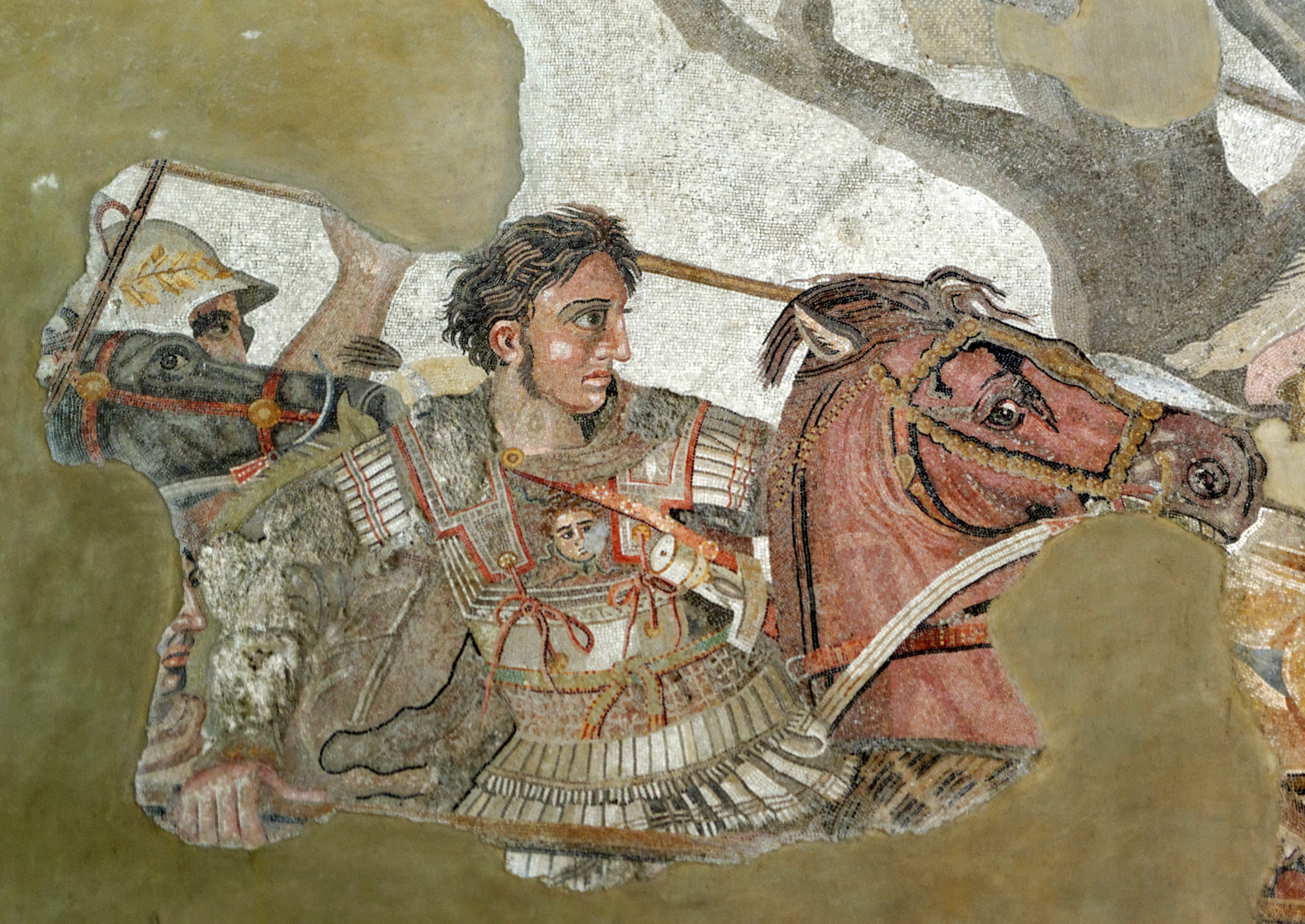
Alexander der Große mit Bukephalos (Alexandermosaik, Detail)

- Einer Anekdote zufolge zähmt der 12-jährige Makedonenprinz Alexander (später: der Große) das Pferd Bukephalos.

## Gestorben
- Idrieus, karischer König